# Genièvre (boisson)
Pour les articles homonymes, voir Genièvre.
Le genièvre (peket en wallon, jenever en néerlandais, Dutch gin en anglais) est une eau-de-vie (traditionnellement de grains, mais la réglementation européenne autorise tout alcool neutre d'origine agricole - sauf pour certaines appellations - mélangé avec au moins 1,5% de distillat de céréales dont le goût doit être perceptible) aromatisée de baies de genévrier (Juniperus communis ou Juniperus oxycedrus) typique du nord de l'Europe continentale.
C'est l'une des spécialités du nord de la France, de la Belgique (notamment de Hasselt et de Liège où il est connu sous le nom de peket), des Pays-Bas (notamment à Schiedam), et du nord de l'Allemagne, pour l'appellation d'origine contrôlée (AOC) européenne.
Il est considéré comme « l'ancêtre » du gin moderne, ce dernier étant produit à partir d'alcool rectifié apparu au XIXe siècle. Au Québec et au Nouveau-Brunswick, il est dénommé « gros gin ».

## Historique
Différentes sources, attribuent l'invention du genièvre à Franciscus de le Boë, médecin, anatomiste de l'Université de Leyde (aujourd'hui aux Pays-Bas). Vers 1650, il aurait été le premier à distiller de l'alcool en présence de baies de genévrier pour en faire une potion médicinale qu'il a baptisée "genièvre". Dans un premier temps, le genièvre n'était en effet pas destiné à être un alcool de bouche mais un remède en référence aux différentes propriétés médicinales des baies de Juniperus communis. Ce ne sont pas ces propriétés médicinales qui le feront passer à la postérité, mais ses propriétés gustatives : la baie de genièvre permet d'aromatiser l'eau-de-vie de grain et de lui donner un bon goût.
Néanmoins, la première distillation de genièvre pourrait être antérieure et se situer vers la fin du XVIe siècle. Son origine est en tout cas à rapprocher des Pays-Bas où l'on retrouve la distillerie Bols, fondée en 1575, réputée pour être la plus ancienne distillerie du monde et la première à commercialiser le genièvre en tant que tel en 1664.
Longtemps les Bataves, sans véritables concurrents, seront les maîtres du genièvre que l'on surnomme « courage des Hollandais ». Le commerce maritime, qu'ils dominent alors, leur permet d'en exporter de grandes quantités, jusqu'à concurrencer les eaux-de-vie de vin françaises sur les marchés extérieurs grâce à leurs prix moins élevés. C'est probablement dans ces échanges commerciaux avec l'outre-manche qu'il faut voir la relation entre le Gin et le Genièvre qui en serait donc l'ancêtre.
En 1775, Stival et Carpeau obtiennent une autorisation spéciale de Louis XVI pour produire le genièvre en tant que remède pour traîter les maladies qui se propagent dans les zones marécageuses du nord de la France, puis s'adonnent à de l'espionnage industriel en Hollande pour obtenir les secrets de fabrication des alambics de genièvre.
En France, il faudra attendre 1789 et la Révolution française pour que l'on acquière le droit de distiller du genièvre. Jusqu'alors, le monopole de la distillation était accordé aux alcools de vin par un édit de Louis XIV daté de 1713 : Déclaration portant deffenſes de fabriquer aucunes Eaux de vie de ſirops, mélaſſes, grains, lies, bierres, baiſſieres, marc de raiſin, hidromel & de toutes autres matières, que du vin. A Marly le 24 janvier 1713.".
En Flandre, Artois et Picardie, l'activité va dès lors très vite se répandre. Dans ces régions qui ne possèdent pas de vigne, le grain est produit en abondance et l'on trouve facilement des baies de genévrier sur les coteaux calcaires. De très nombreuses distilleries vont voir le jour, mais il faut surtout y voir une activité annexe à la ferme. La distillation du genièvre évite de voir l'excédent de grains moisir dans les greniers à la mauvaise saison et constitue une source supplémentaire de revenus : « La distillerie fait partie de la ferme. Elle permet de transformer une partie de la récolte céréalière en alcool qu'on vend. Quant aux drêches, résidus de la distillation, elles servent à l'alimentation du bétail et constituent souvent le véritable bénéfice de la distillerie. »
Il faudra attendre la fin du XIXe siècle et l'invention de la colonne de distillation pour voir se développer de plus grandes distilleries, à taille plus industrielle ; la première moitié du XXe siècle constituant l'âge d'or de la production et de la consommation du genièvre en France.

## Élaboration du genièvre de grain

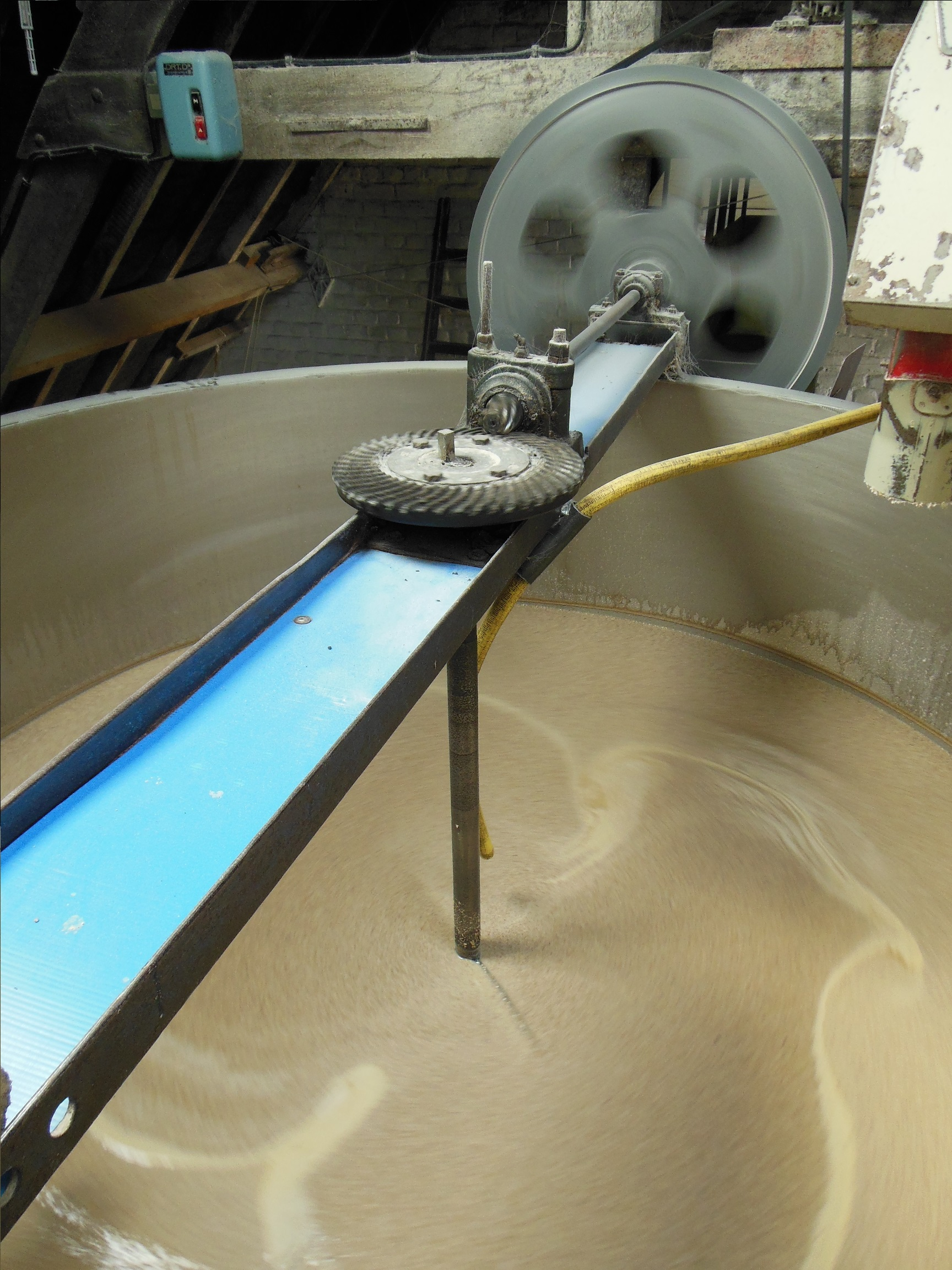
Cuve de brassage ou cuve matière à Houlle

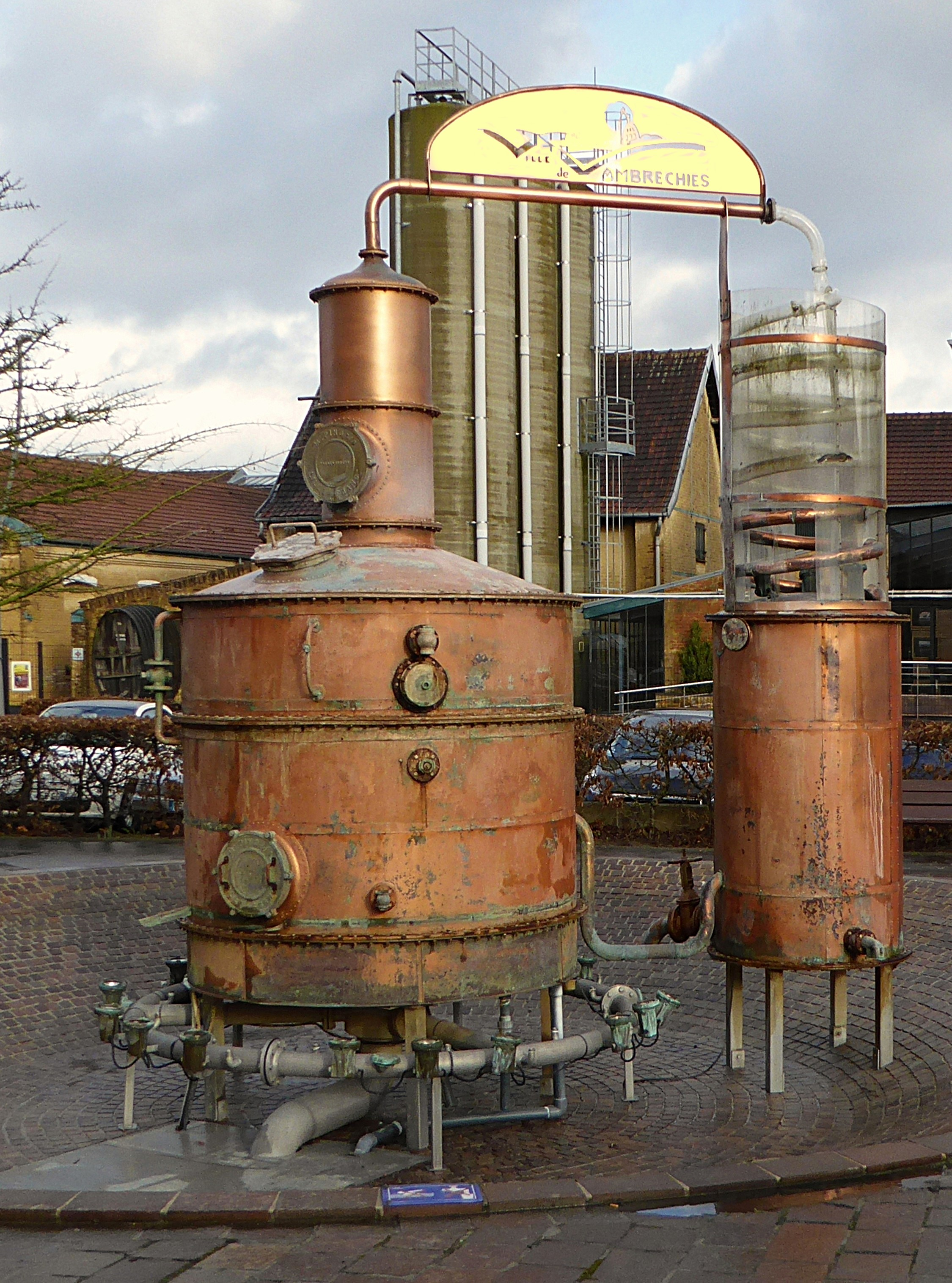
Alambic face à distillerie de genièvre Claeyssens.- Wambrechies

À l'instar de certains gins, du whisky et de certaines vodkas, le genièvre de grains est une eau-de-vie de grains. Selon les distilleries, il peut être fabriqué à partir de différentes céréales, seules ou en mélange, comme l'orge, le seigle, le blé, l'avoine... Les baies de genévrier ne sont utilisées qu'en fin de fabrication au cours de la dernière distillation pour aromatiser le genièvre et lui donner son nom.
Une fois mélangées en proportion, les céréales sont moulues pour en faire de la farine et libérer l'amidon du grain. Cette farine est ensuite mélangée à de l'eau chaude dans laquelle les enzymes naturelles du malt d'orge (principalement l'amylase) vont dégrader l'amidon en sucres : c'est le brassage, ou phase de saccharification, qui va durer plusieurs heures. À la fin de cette opération, on obtient un jus sucré appelé moût. Ce moût est alors ensemencé avec des levures (de type saccharomyces cerevisiae) qui vont pouvoir fermenter les sucres. On parle de fermentation alcoolique durant laquelle les sucres sont transformés en alcool par les levures.
La dernière étape de la fabrication du genièvre est la distillation, qui se fait en deux ou trois passages en alambic selon les distilleries et permet non seulement de séparer le moût de l'alcool, mais également de concentrer ce dernier. Puis enfin, c'est au cours de la dernière distillation que l'on ajoute des baies de genévrier qui infusent dans l'alambic et parfument ce que l'on peut désormais appeler le genièvre.
Traditionnellement, le genièvre est un alcool blanc, non vieilli, et peut être mis en bouteilles dès la fin de la distillation. Mais comme de nombreux autres spiritueux, il peut également subir une phase de maturation en fûts de chêne.
Le goût final du genièvre variera selon les grains utilisés, leurs proportions, le mode de fabrication, la qualité et la quantité de baies de genévrier, mais également par son éventuelle maturation en fûts de chêne. Dans ce cas, les arômes vont évoluer en fonction de la durée de vieillissement, de la taille du tonneau, de son âge, voire des alcools qu'il aurait pu contenir auparavant.

## Consommation

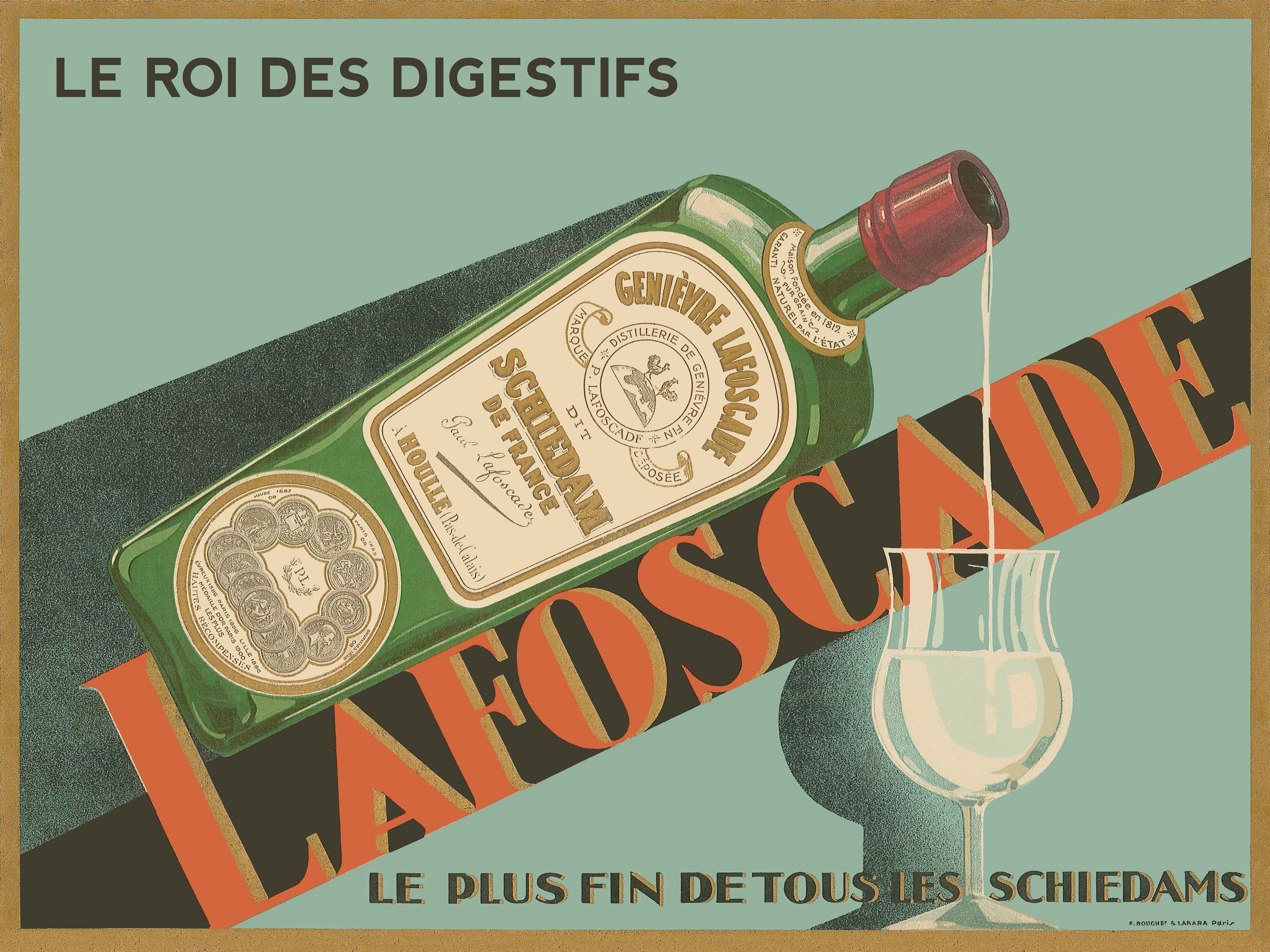
Publicité des années 1930 pour le Schiedam Lafoscade

Très longtemps, la consommation du genièvre était fortement liée à la bistouille, ou « bistoule » en picard. Le café du matin était agrémenté de genièvre chez les cafetiers où l'on se retrouvait avant d'aller au travail. La bistouille réchauffait, donnait du courage, du cœur à l'ouvrage dans tous les métiers où les conditions étaient difficiles. Le genièvre était la boisson des ouvriers, des marins-pêcheurs, des mineurs...
Tout cela a longtemps nui à l'image et à la réputation du genièvre. Il a très tôt été accusé de participer à un phénomène de mortalité anormalement élevée dans les populations qui en buvaient le plus. Voici ce qu'en disait François Joseph Grille (d'Angers), auteur d'une description du département du nord, vers 1825 : « Dans le département du Nord, on s'aperçoit que la mort est moins active, à mesure qu'on s'éloigne des bords de la mer pour se porter plus vers le sud. Ce n'est pas la mer qu'il faut fuir pourtant, mais les marais qui l'avoisinent. Ce sont eux, non pas elle, qui exhalent les principes délétères dont les habitants sont frappés. Ajoutons que dans les arrondissements formés de l'ancienne Flandre, on fait abus de liqueurs fortes plus que dans le Hainaut et dans le Cambrésis. De là, disent les docteurs, viennent des maux sans nombre que la sobriété seule peut réparer. Ainsi, dans ces contrées, le genièvre et l'humidité se disputent le triste honneur de moissonner plus cruellement une population imprévoyante » .
Il faut y voir une confusion entre "alcool à bistouille" et "genièvre" qui n'ont qu'un lointain rapport. Le premier était un alcool de mauvaise réputation, pas cher, pour ne pas dire frelaté dans certains cas : « Il s'agissait, le plus souvent, d'alcools de betterave, fabriqués industriellement. Mais leurs étiquettes arboraient des dénominations ambigües : "genièvre fantaisie", "genièvre artificiel"... Leur médiocre réputation "d'alcool du pauvre", c'est-à-dire de bas de gamme, a longtemps causé tort aux distillateurs travaillant avec des céréales, selon les recettes traditionnelles. » Ces derniers préféraient d'ailleurs à cette époque utiliser la dénomination "Schiedam" plutôt que genièvre pour désigner leur production.
Depuis la seconde moitié du XXe siècle et la disparition progressive de la bistouille, le genièvre en tant que tel a récupéré ses lettres de noblesse. On ne le boit plus avec le café du matin, mais on le consomme typiquement dans le Nord de la France en digestif, après un bon repas. Certains vieux genièvres peuvent l'être tels quels dès l'apéritif et l'on trouve même aujourd'hui des genièvres aromatisés à divers goûts de fruits et des cocktails à base de genièvre, toujours pour l'apéritif.
À noter que le cocktail typique du carnaval de Dunkerque, le diabolo flamand, contient du genièvre : deux tiers de limonade, un tiers de genièvre et éventuellement quelques gouttes de sirop de violette. Ce "genièvre tonic" est né au début des années 1980 de l'imagination de Jacques Yvart, chanteur dunkerquois, un jour de bande du carnaval.
Le genièvre fait également partie intégrante de la gastronomie régionale du nord de la France. De nombreux producteurs et restaurateurs l'utilisent pour aromatiser leurs spécialités (pâtés, terrines, gaufres, potjevleesch, etc.), pour déglacer ou parfumer des sauces, pour flamber des viandes, etc.

## Distilleries
En 2005, on recensait 39 distilleries de genièvre réparties comme suit :
- 17 aux Pays-Bas, dont 5 à Schiedam,
- 19 en Belgique dont :
  - 13 en Flandre,
  - 2 à Bruxelles,
  - 4 en Wallonie,
- 3 en France (Houlle, Wambrechies, Loos).

En 2016, on n'en compte désormais plus que deux en France, à Wambrechies dans le Nord et à Houlle dans le Pas-de-Calais. Le genièvre de Loos existe toujours, mais il est désormais produit par la distillerie de Wambrechies.

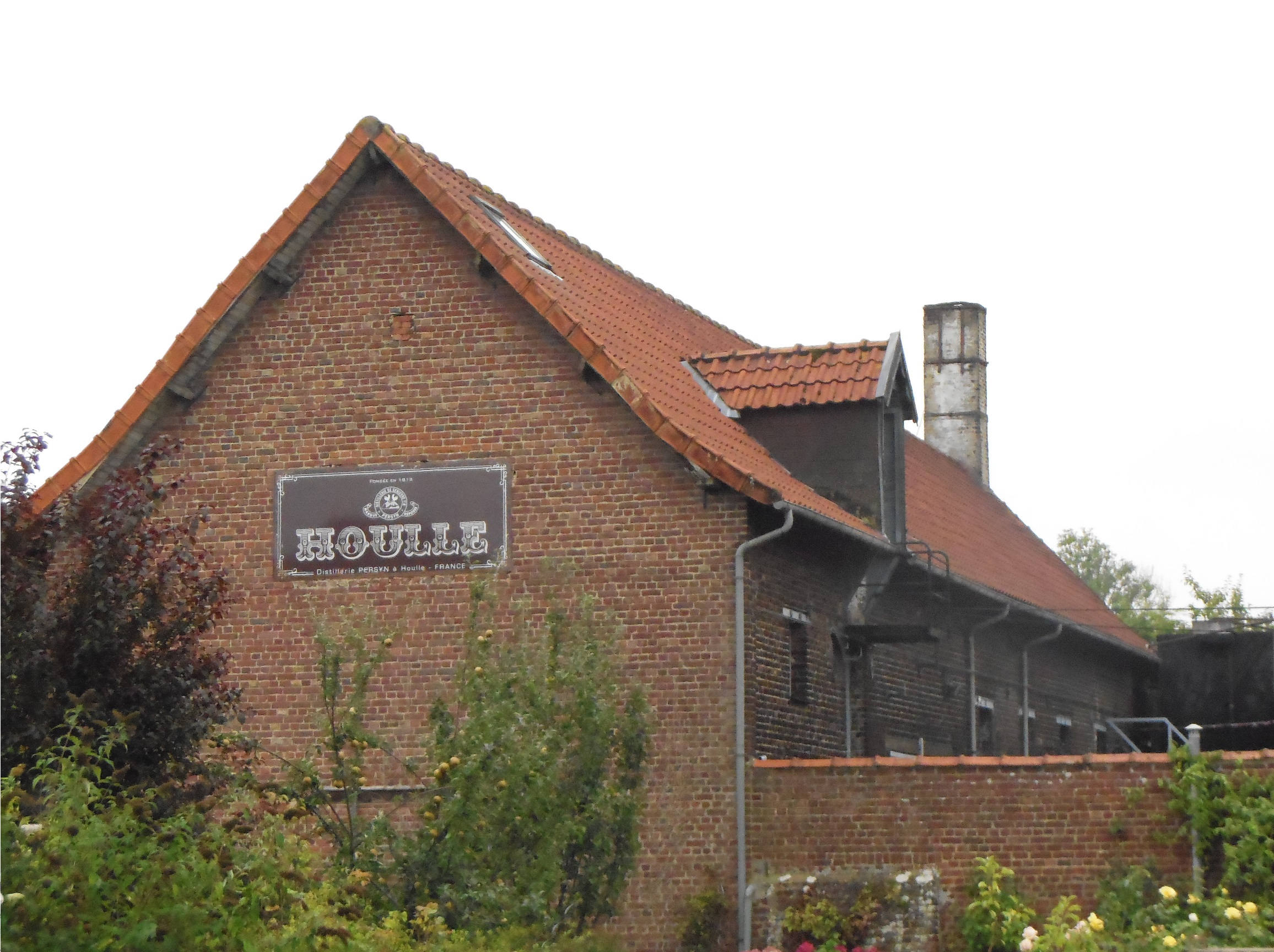
Distillerie traditionnelle et artisanale de Houlle (Pas-de-Calais).
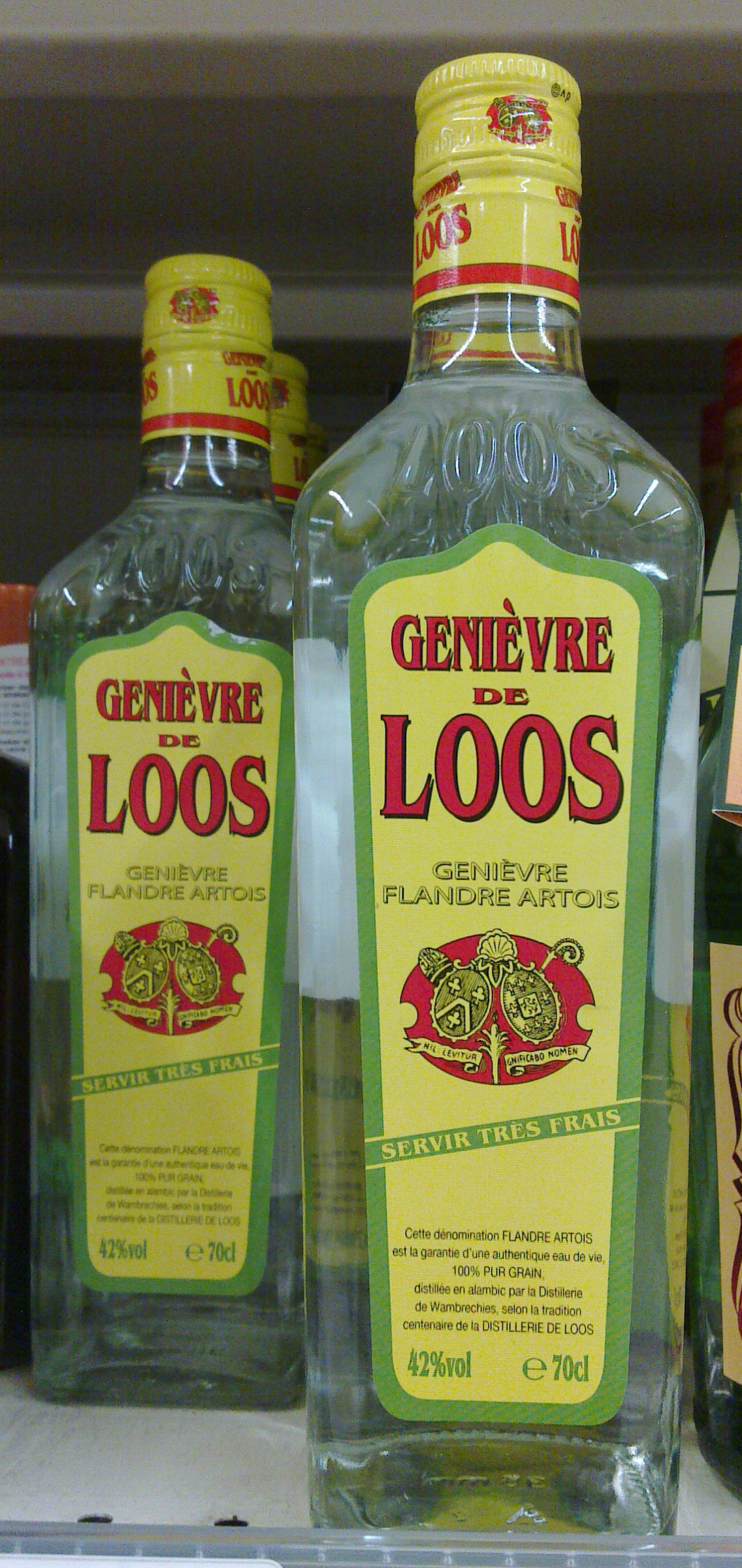
Genièvre de Loos, fabriqué par la distillerie de Wambrechies.
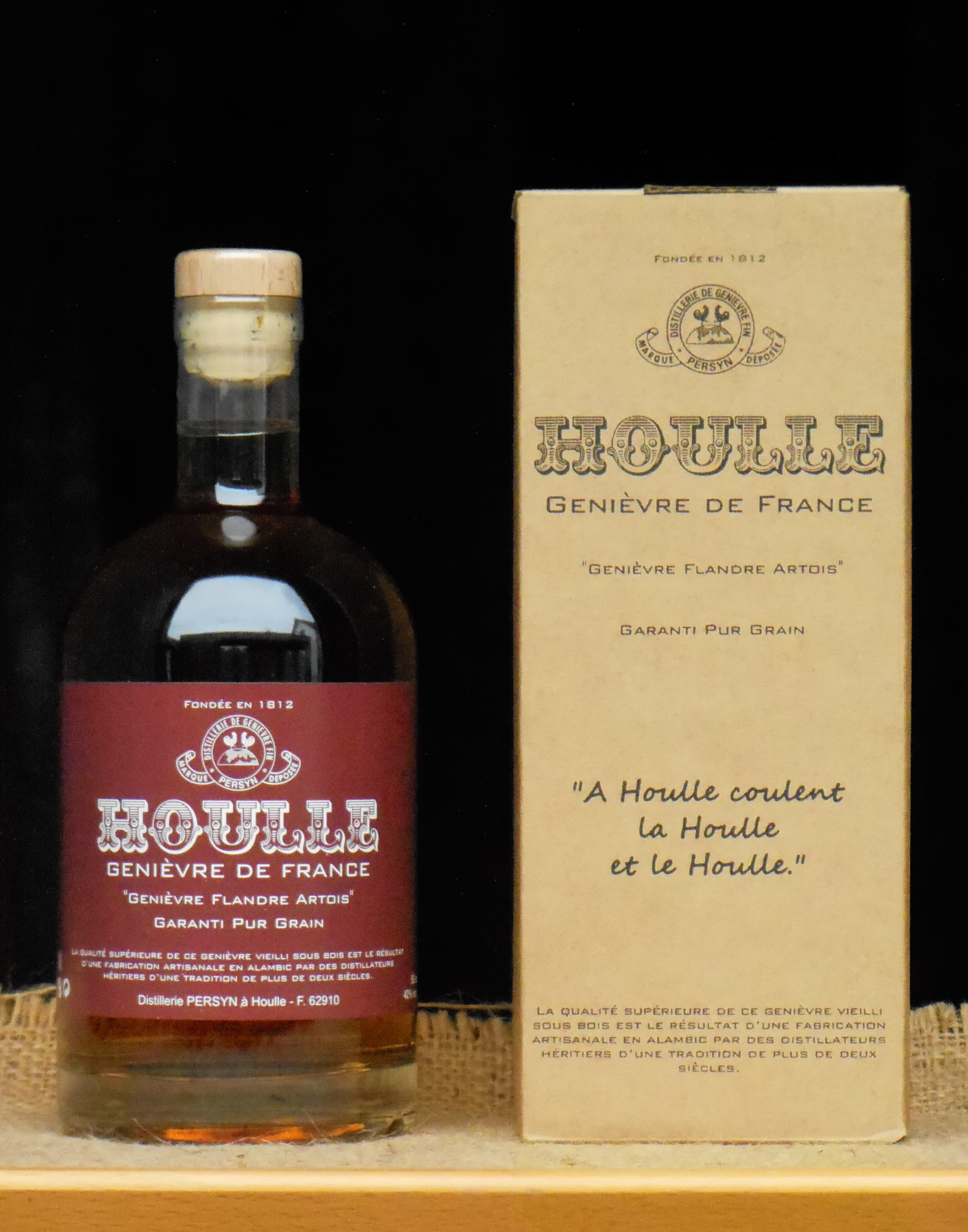
Genièvre Houlle XIV, cuvée vieillie en fûts de chêne.
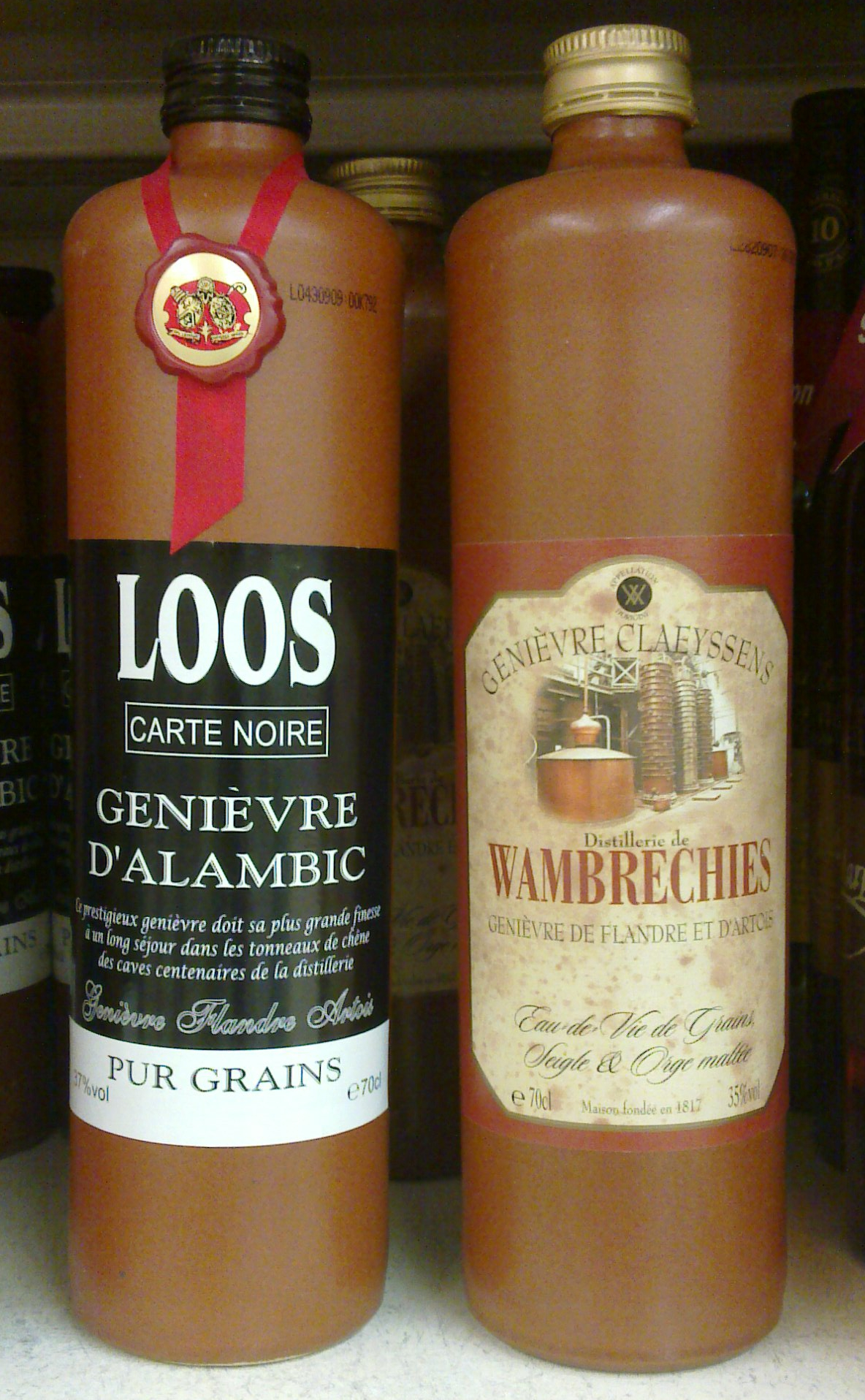
Genièvre Carte Noire de Loos et Claeyssens de Wambrechies.
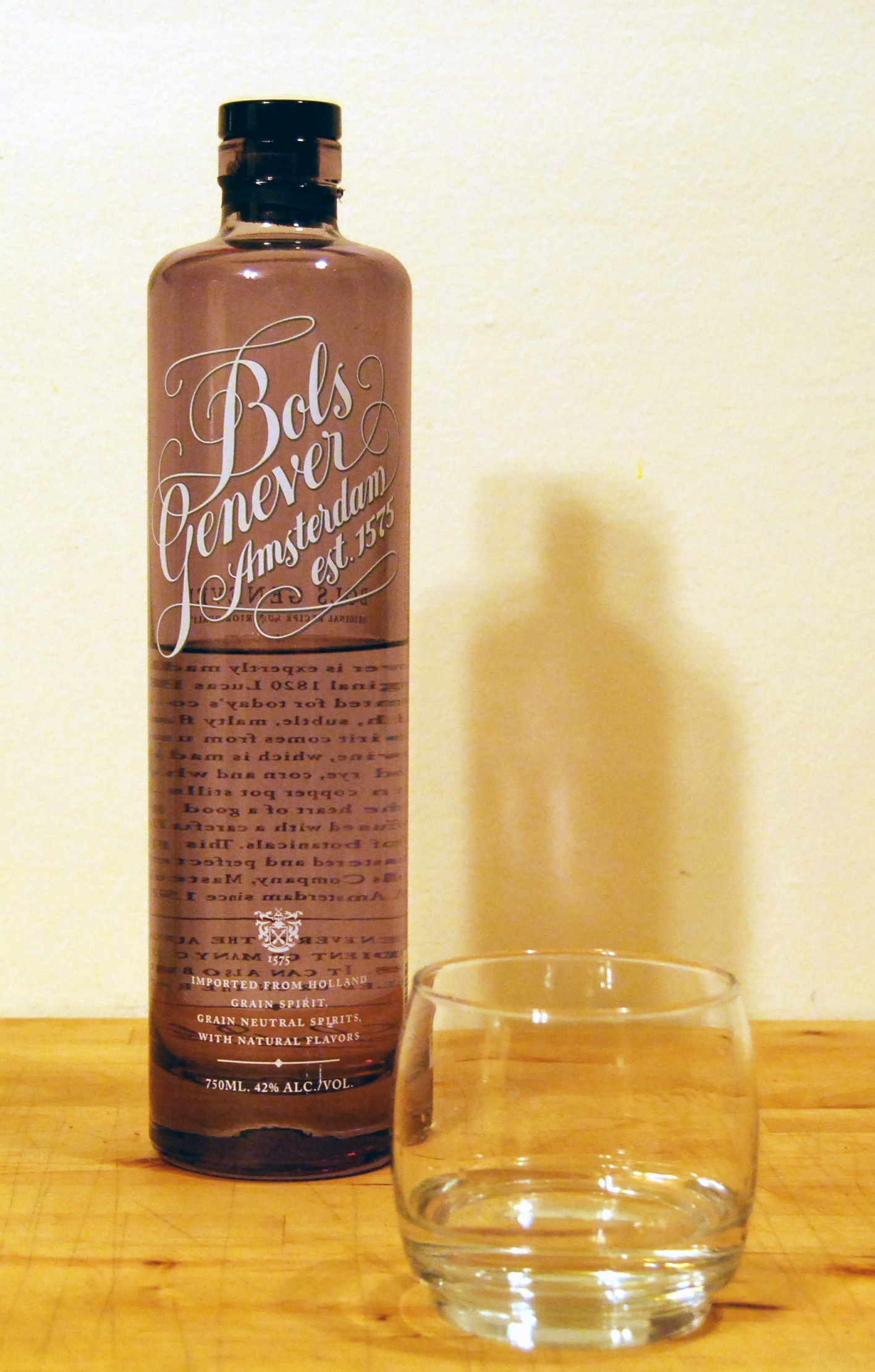
Bouteille de genièvre Bols.
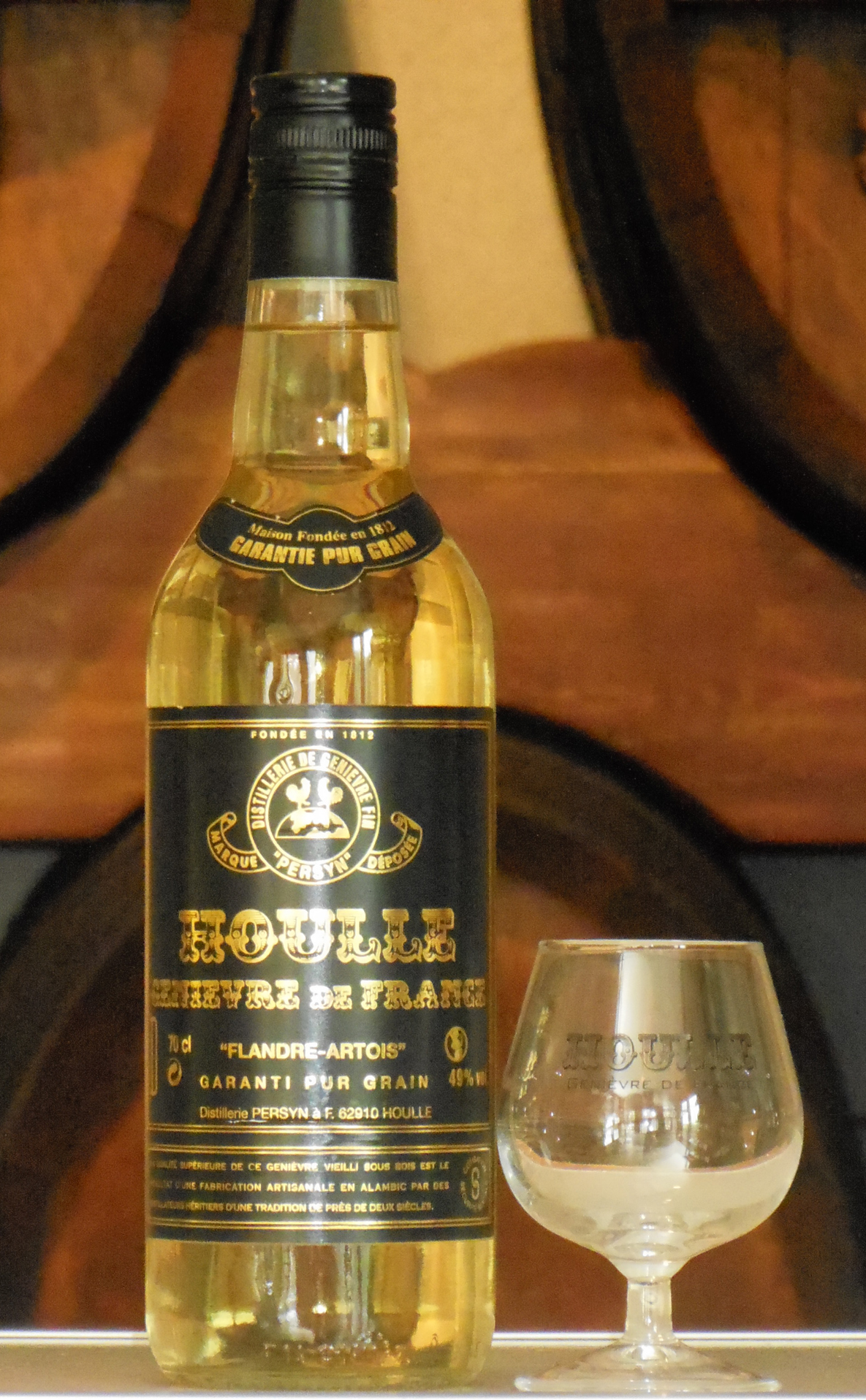
Genièvre de Houlle 49°.

## Dans la culture populaire

### Roman
Verlaine appelle le genièvre du « g’nief » dans ses Confessions.
Au sujet d'Elsa, Louis Aragon écrit : « J’ai flambé comme un Genièvre, à la Noël, entre tes doigts ».

#### La Chuted'Albert Camus
Dans le roman La Chute du philosophe Albert Camus, le genièvre est la boisson consommée par les deux protagonistes, en particulier dans un bar à matelots d'Amsterdam. Ses huit mentions au cours du roman se concentrent sur les parties d'introduction (sept occurrences) et de conclusion (une seule occurrence).

Dans l'introduction, le genièvre apparaît dans sa dimension de remontant, d'euphorisant et d'hallucinogène. Plus qu'un simple accessoire, la boisson revêt une fonction narrative importante: elle est, dès l'ouverture du roman, le prétexte du rapprochement entre le narrateur, Jean-Baptiste Clamance, et le personnage muet:
Puis-je, monsieur, vous proposer mes services, sans risquer d’être importun ? Je crains que vous ne sachiez vous faire entendre de l’estimable gorille qui préside aux destinées de cet établissement. Il ne parle, en effet, que le hollandais. À moins que vous ne m’autorisiez à plaider votre cause, il ne devinera pas que vous désirez du genièvre.
Au terme de la partie d'introduction, la narrateur avoue que la genièvre sert en fait d'appât à toutes ses rencontres.

Comme en introduction, la sixième et dernière partie s'ouvre par une mention de la boisson alcoolisée, dont les propriétés euphorisantes semblent s'être muées en vertus "médicales". La dimension addictive du genièvre semble accompagner la chute du narrateur, réduit à "recevoir couché":
Je suis confus de vous recevoir couché. Ce n’est rien, un peu de fièvre que je soigne au genièvre.

### Cinéma
Au XIXe siècle, le genièvre est consommé par les mineurs le matin avant de descendre sous terre, et parfois mélangé au café. Cette « bistouille » est consommée par Kad Merad et Dany Boon dans le film Bienvenue chez les Ch'tis,.

### Calendrier républicain
- Dans le calendrier républicain, le Genièvre était le nom attribué au 9e jour du mois de frimaire[20].